# Linus Bopp
Linus Bopp (* 1. Januar 1887 in Limbach; † 14. März 1971 in Freiburg im Breisgau) war ein deutscher Theologe und Heilpädagoge.

## Leben und Wirken
Linus Bopp studierte bis 1908 Theologie und Philosophie an der Albert-Ludwigs-Universität Freiburg. Ein Jahr später wurde er zum Priester geweiht und wirkte als Kaplan in Tauberbischofsheim. Von 1911 bis 1916 war er Präfekt am Erzbischöflichen Gymnasialkonvikt in Freiburg/Brsg., anschließend Religionslehrer an verschiedenen höheren Schulen. 1916 promovierte er zum Dr. der Theologie. Das Thema seiner Dissertation lautet: Die Prophetie im apologetischen Beweisgang nach dem Hl. Augustinus. Acht Jahre später wurde Linus Bopp, der sich 1921 mit der Arbeit Weltanschauung und Religion. Eine grundsätzliche und eine zeitgeschichtliche Untersuchung habilitiert hatte, Prof. für Pädagogik und Pastoraltheologie an der Freiburger Albert-Ludwigs-Universität. Zudem hielt er Vorlesungen am Caritas-Institut, dessen Leitung ihm 1949 übertragen wurde. 1955 wurde er zum Präsidenten der Marianischen Priesterkongregation gewählt.
Neben seinen vielfältigen theologischen Schriften (siehe Werke) erwarb sich Linus Bopp noch einen Namen als Heilpädagoge. Sein Werk Allgemeine Heilpädagogik in systematischer Grundlegung und mit erziehungspraktischer Einstellung (1930) entwickelte sich zu einem Standardwerk der Heilpädagogik, die er als „Heilerziehung“ (bzw. „Heil(s)pädagogik“) definierte:

„Heilen und Helfen ist etwas ‚echt Christliches‘ … Schon der Name ‚Heiland‘ klingt an Heilerziehung an“

Ihm ging es vordergründig um eine Erziehung zur Verwirklichung von Werten, wobei sich die Wertorientierung auf den christlichen Glauben stützt.
Während der Jahre des Nationalsozialismus schrieb er religiös verschleiert über das Gesetz zur Verhütung erbkranken Nachwuchses:

„Wenn uns die natürliche Wohlgeborenheit auch nicht das Höchste ist, wenn uns auch die übernatürliche Wohlgeborenheit ungemein höher steht, so ist doch sicher, daß namenlos viel seelsorgerische Mühe auf jene verwendet werden muß, die mit Erbschäden behaftet durch das Leben gehen … Besser also vorbeugen als heilen. Auch leichter ist es. Darum werden wir alles Gottes Willen Entsprechende befördern, was zum Schutz von Blut und Rasse, zur Vermeidung von Erbschäden unternommen wird. So ist unser Ideal natürliche Eugenesie, die zur guten Grundlage für die übernatürliche, für die Gotteskindschaft dienen kann“

Zur Position Linus Bopps während der Zeit des Nationalsozialismus konstatiert der Theologe Philipp Müller:

„Zu keinem Zeitpunkt hat er sich indes total mit dem Nationalsozialismus identifiziert, dessen Ideologie als Fremdprophetie verstanden oder euphorisch die ‚neue Zeit‘ gefeiert. (…) Daß Bopp allerdings bis zum Jahre 1937 arglos Motive verwendet, die in der Ideologie des Nationalsozialismus eine zentrale Bedeutung besessen haben, ist ein deutliches Indiz dafür, daß er seinen eigenen Anspruch nicht hat einlösen können, zwischen dem ‚Geist der Zeit‘ und dem ‚Zeitgeist‘ adäquat zu unterscheiden“

Papst Pius XII. ernannte Linus Bopp 1947 zum Päpstlichen Hausprälaten und Erzbischof Wendelin Rauch berief ihn 1951 zum Ehrendomkapitular an der Metropolitankirche zu Freiburg im Breisgau.

## Werke
- Linus Bopp war neben seiner beruflichen Betätigung noch rege schriftstellerisch tätig. Weit über 600 Schriften zählt seine publizistische Hinterlassenschaft (vergleiche dazu:http://www.ub.uni-freiburg.de/index.php?id=1312)
- Allgemeine Heilpädagogik in systematischer Grundlegung und mit erziehungspraktischer Einstellung, Freiburg 1930
- In liturgischer Geborgenheit. Büchlein zur kirchlichen Zeit- und Raumweihe, Freiburg/Brsg. 1934